# Veikkausliiga 1992
La Veikkausliiga 1992 fu l'ottantatreesima edizione della massima serie del campionato finlandese di calcio, la terza come Veikkausliiga. Il campionato, con il formato a girone unico e composto da dodici squadre, venne vinto dall'HJK. Capocannoniere del torneo fu Luiz Antônio, calciatore del Jazz, con 21 reti realizzate.

## Stagione

### Novità
Dalla Veikkausliiga 1991 è stato retrocesso il Reipas Lahti, mentre dalla I divisioona è stato promosso il MyPa. Il PPT ha cambiato denominazione in FC Jazz, mentre dalla fusione di OTP ed OLS è stato creato l'FC Oulu.

### Formula
Le dodici squadre si affrontavano tre volte nel corso del campionato, per un totale di 33 giornate. La prima classificata era decretata campione di Finlandia e veniva ammessa alla UEFA Champions League 1993-1994. La seconda classificata veniva ammessa alla Coppa UEFA 1993-1994. Se la vincitrice della Suomen Cup, ammessa alla Coppa delle Coppe 1993-1994, si classificava al secondo posto, la terza classificata veniva ammessa alla Coppa UEFA. L'ultima classificata veniva retrocessa direttamente in I divisioona, mentre l'undicesima classificata affrontava la seconda classificata in I divisioona in uno spareggio promozione/retrocessione.

## Squadre partecipanti
| Club    | Città        | Stadio                   | Stagione 1991                         |
| ------- | ------------ | ------------------------ | ------------------------------------- |
| FC Oulu | Oulu         | Raatti                   | 11º posto in Veikkausliiga (come OTP) |
| Haka    | Valkeakoski  | Tehtaan kenttä           | 3º posto in Veikkausliiga             |
| HJK     | Helsinki     | Töölön pallokenttä       | 5º posto in Veikkausliiga             |
| Ilves   | Tampere      | Stadio Ratina            | 6º posto in Veikkausliiga             |
| Jaro    | Jakobstad    | Jakobstads centralplan   | 4º posto in Veikkausliiga             |
| Jazz    | Pori         | Porin stadion            | 8º posto in Veikkausliiga (come PPT)  |
| KuPS    | Kuopio       | Kuopion keskuskenttä     | 10º posto in Veikkausliiga            |
| Kuusysi | Lahti        | Lahden stadion           | Campione di Finlandia                 |
| MP      | Mikkeli      | Mikkelin urheilupuisto   | 2º posto in Veikkausliiga             |
| MyPa    | Anjalankoski | Saviniemen Urheilukenttä | 1º posto in I divisioona              |
| RoPS    | Rovaniemi    | Rovaniemen Keskuskenttä  | 7º posto in Veikkausliiga             |
| TPS     | Turku        | Kupittaa                 | 9º posto in Veikkausliiga             |

## Classifica finale
|  | Pos. | Squadra | Pt | G  | V  | N | P  | GF | GS | DR  |
|  | ---- | ------- | -- | -- | -- | - | -- | -- | -- | --- |
|  | 1.   | HJK     | 66 | 33 | 20 | 6 | 7  | 59 | 35 | +24 |
|  | 2.   | Kuusysi | 63 | 33 | 19 | 6 | 8  | 61 | 38 | +23 |
|  | 3.   | Jazz    | 63 | 33 | 18 | 9 | 6  | 62 | 42 | +20 |
|  | 4.   | MyPa    | 56 | 33 | 16 | 8 | 9  | 57 | 29 | +28 |
|  | 5.   | Jaro    | 50 | 33 | 14 | 8 | 11 | 49 | 37 | +12 |
|  | 6.   | Haka    | 50 | 33 | 15 | 5 | 13 | 42 | 51 | -9  |
|  | 7.   | RoPS    | 42 | 33 | 12 | 6 | 15 | 53 | 49 | +4  |
|  | 8.   | Ilves   | 35 | 33 | 10 | 5 | 18 | 45 | 56 | -11 |
|  | 9.   | TPS     | 35 | 33 | 9  | 8 | 16 | 29 | 45 | -16 |
|  | 10.  | MP      | 33 | 33 | 10 | 3 | 20 | 34 | 60 | -26 |
|  | 11.  | FC Oulu | 32 | 33 | 9  | 5 | 19 | 42 | 68 | -26 |
|  | 12.  | KuPS    | 31 | 33 | 8  | 7 | 18 | 33 | 56 | -23 |

Legenda:
      Campione di Finlandia e ammessa alla UEFA Champions League 1993-1994
      Vincitore della Suomen Cup 1992 e ammessa in Coppa delle Coppe 1993-1994
      Ammessa in Coppa UEFA 1993-1994
 Ammessa allo spareggio promozione-retrocessione
      Retrocesse in I divisioona
Note:
Tre punti a vittoria, uno a pareggio, zero a sconfitta.

## Spareggio promozione/retrocessione
|         | Risultati |         | Luogo e data             |
| ------- | --------- | ------- | ------------------------ |
| FC Oulu | 0-0       | FinnPa  | Oulu, ? ottobre 1991     |
| FinnPa  | 1-0       | FC Oulu | Helsinki, ? ottobre 1991 |
|         |           |         |                          |

## Statistiche

### Classifica marcatori
| Gol |  |  | Giocatore       | Squadra |
| --- |  |  | --------------- | ------- |
| 21  |  |  | Luiz Antônio    | Jazz    |
| 20  |  |  | Ismo Lius       | HJK     |
| 15  |  |  | Kimmo Tarkkio   | Kuusysi |
| 15  |  |  | Mauri Keskitalo | MyPa    |
| 14  |  |  | Juha Lahtinen   | Haka    |
| 14  |  |  | Jukka Turunen   | MyPa    |